# جاك براونيل
جاك براونيل (بالإنجليزية: Jack Brownell)‏ هو لاعب كرة قدم بريطاني في مركز الوسط، ولد في 3 أغسطس 1999 في شفيلد في المملكة المتحدة. لعب مع نادي تشيسترفيلد.